# De broederschap
De broederschap (The Brethren) is een legal thriller van de Amerikaanse auteur John Grisham. Het boek gaat over drie voormalige rechters die een gevangenisstraf moeten uitzitten. Vanuit de gevangenis houden ze er een zwendelpraktijk op na en op een dag vangen ze een heel grote vis...
De plot is gebaseerd op de 'Angola'-zwendel, vernoemd naar de Louisiana State Penitentiary (in de volksmond Angola genoemd). In deze waargebeurde gecoördineerde chantage-actie werden vanuit de gevangenis homoseksuele en biseksuele mannen afgeperst.

## Verhaalopzet; feiten en fictie
John Grisham gaat uit van de historische feiten bij de Amerikaanse presidentsverkiezingen tot het jaar 2000. Op dat punt  creëert  hij bewust een breuk in de geschiedenis. Na de opeenvolgende presidenten Jimmy Carter, Ronald Reagan, Bush en de regerende Bill Clinton, zal in 2000 voor de Democraten de vicepresident aan de verkiezingen meedoen. De schrijver verzint een hoofd van de CIA Teddy Maynard en een Republikeins afgevaardigde voor de staat Arizona Aaron Lake, die verstrikt raken in de netten van de Broederschap.
De situatie in Rusland en de opkomst van een nieuwe sterke man wordt op de achtergrond genoemd. Ten tijde van het uitkomen van het boek kwam Vladimir Poetin in Rusland aan de macht. Tevens worden de dotcom-bubbel, islamitisch terrorisme en de opkomst van China als wereldmacht genoemd.

## Hoofdpersonen
- Teddy Maynard die is gekluisterd in een rolstoel en eind 2000 zou vertrekken als hoofd CIA.[2]
- Weduwnaar Aaron Lake, 53 jaar en al 14 jaar afgevaardigde in het Huis van Afgevaardigden voor de staat Arizona.
- De Broederschap bestaande uit drie veroordeelde rechters. Het zijn lekenrechter Joe Roy Spicer uit Mississippi, die de plaatselijke loterij had opgelicht. Finn Yarber, opperrechter van het hooggerechtshof van Californië, die belastingen zou hebben ontdoken en Hatlee Beech, een federale rechter uit Texas, die dronken een dodelijk verkeersongeluk had veroorzaakt. Alle drie de oud-rechters moeten nog een aantal jaren gevangenisstraf uitzitten in de federale gevangenis van het fictieve plaatsje Trumble in het noorden van Florida.
- Trevor Carson, advocaat uit Neptune Beach. Hij heeft een verlopen advocatenpraktijk maar is de onmisbare schakel tussen de gevangen zittende broederschap en de buitenwereld. Zijn kantoor is op een uurtje rijden van de gevangenis in het plaatsje Neptune Beach.

## Samenvatting
De drie oud rechters fungeren wekelijks met zijn drieën als de  geschillencommissie van het gevangeniscomplex. Ze zijn de baas in de juridische bibliotheek van de gevangenis en ze verdienen wat geld bij door juridische adviezen te geven aan gevangenen van binnen en later ook van buiten de gevangenis. Joe Roy Spicer ontpopt zich als bovenbegaafd gokker maar het drietal ontwikkelt een nog winstgevender manier om geld te verdienen: chantage.
- Ze plaatsen een contactadvertentie in een homoblad. Hatlee Beech doet zich voor als de jonge knappe Ricky die in een ontwenningskliniek zit, gedwongen door zijn ongevoelige oom. Ricky zoekt een oudere ervaren vriend met wie hij een band en een relatie op kan bouwen. Finn Yarber is geestelijk vader van een alter ego van Ricky genaamd Percy.
- De meest veelbelovende reacties worden met foto beantwoord. De postbus waar de correspondentie naartoe wordt gestuurd wordt beheerd door advocaat Trevor Carson.
- Het contact wordt aangehouden terwijl Carson verder onderzoekt of de mannen rijk zijn of misschien een reputatie te verliezen hebben;
- Als hieraan is voldaan en het slachtoffer zich genoeg bloot heeft gegeven volgt een chantagebrief waarin geld wordt geëist onder bedreiging het geheime dubbelleven van het slachtoffer openbaar te maken. Op deze manier weten de drie enkele honderdduizenden dollars te verzamelen. Maar het snelle geld voedt ook het onderlinge wantrouwen.

Ondertussen probeert het hoofd van de CIA, Teddy Maynard, de Amerikaanse presidentsverkiezingen te beïnvloeden en een kandidaat gekozen te krijgen die de defensie-uitgaven wil verdubbelen. President Clinton heeft voor een begrotingsoverschot gezorgd (in de jaren ´90, ´Goldilocks´, draaide de Amerikaanse economie zeer sterk), maar de defensie-uitgaven verlaagd waardoor de slagkracht van het leger is afgenomen terwijl de wereld beslist niet veiliger is. Hij kiest Aaron Lake uit, een degelijk lid van het Huis van Afgevaardigden. Hun verkiezingsthema wordt 'Nationale Veiligheid'. Maynard wenst namelijk een sterke president die de Verenigde Staten kan verdedigen tegen islamitische terroristen en de Russische dictator in spe Natli Tsjenkov. Lake is weduwnaar en 'schoon'. Hij stelt zich kandidaat en Maynard zorgt ervoor dat Lake massale financiële steun krijgt van de defensie-industrie en lobbygroeperingen. Ook trekt hij aan diverse touwtjes waardoor de Republikeinse tegenstanders gedwongen worden het op te geven of Lake te steunen. Lake verslaat de belangrijkste Republikeinse kandidaat gouverneur Tarry van Indiana in de voorverkiezingen van Arizona en Michigan en krijgt vervolgens vrij soepel de republikeinse nominatie. Wat Maynard echter in eerste instantie niet wist was dat Aaron Lake ook latente homoseksuele gevoelens heeft en stiekem met Ricky schrijft. De Broederschap ontdekt dit ondanks het feit dat Lake een schuilnaam hanteert, en eist behalve geld nu ook hun vrijheid.
De CIA probeert alle post te onderscheppen en legt contact met Trevor Carson. Trevor krijgt een miljoen dollar van de CIA, die zijn kantoor overnemen. Carson wordt vlak daarna ontslagen door de Broederschap omdat ze hem buiten het chanteren van Lake willen houden en hem niet meer vertrouwen omdat hij te veel drinkt. Hij vlucht Florida uit maar wordt gedood. Vervolgens smokkelt de CIA een nep-gedetineerde de gevangenis in, die contact weet te leggen met de broederschap en een overeenkomst weet uit te werken. De rechters ontvangen 6 miljoen dollar en worden vrijgelaten, mits ze eeuwig zwijgen over Lake’s correspondentie en die ook fysiek overhandigen. Bovendien moeten ze 2 jaar buiten de Verenigde Staten verblijven. Het gratieverzoek is een koehandeltje tussen de president en het hoofd van de CIA, waarmee Clinton onbewust meewerkt aan de nederlaag van zijn vicepresident.	
Inmiddels is Lake de Republikeinse kandidaat die het in de verkiezingen van 2000 tegen de vicepresident zal opnemen. Dan stelt Maynard dat het zo mooi en politiek gunstig zal zijn als hij zal trouwen met zijn persoonlijk medewerkster, de 38-jarige Jayne Cordell en jonge kinderen gaat krijgen. Voordat de verbaasde Lake kan protesteren vertelt Maynard dat hij weet van Ricky. Maar als Lake zijn mond houdt en doet wat Maynard zegt, zal Ricky hun geheim blijven.
De rechters genieten inmiddels van hun vrijheid in Europa na een verpletterende overwinning van President Aaron Lake. Ze zijn opnieuw begonnen met het afpersen van homoseksuele mannen. CIA agent Argrow kijkt in Monte Carlo dit keer slechts geamuseerd toe als de betrapte Yarber hem uitlegt dat hij toch wat te doen moet hebben.

## Politieke boodschap
John Grisham beschrijft in zijn boek dat Teddy Maynard niet ingrijpt als de Amerikaanse ambassade in Cairo wordt opgeblazen. Tientallen doden maar het past in de verkiezingscampagne van Aaron Lake. Een jaar later vroeg de wereld zich af wat de veiligheidsdiensten hadden geweten van 11 september 2001? De FBI had de twintigste kaper Zacarias Moussaoui op 16 augustus 2001 gearresteerd zonder toestemming van hogerhand te krijgen zijn laptop in te zien en zijn kamer te doorzoeken.
Tevens levert Grisham kritiek op de zware gevangenisstraffen die soms worden opgelegd voor relatief kleine vergrijpen. De 23-jarige Buster komt zijdelings met drugshandelaren in aanraking, krijgt 48 jaar gevangenisstraf opgelegd, en ontsnapt uiteindelijk met medewerking van de Broederschap (waarvan de leden ieder lichtere straffen voor zwaardere vergrijpen uitzitten).

## Bestseller 60
| Boeken met noteringen in de Nederlandse Bestseller 60 | Jaar van verschijnen | Datum van binnenkomst | Hoogste positie | Aantal weken | Opmerkingen |
| ----------------------------------------------------- | -------------------- | --------------------- | --------------- | ------------ | ----------- |
| De broederschap                                       | 2000                 | 05-04-2006            | 57              | 1            |             |